# 培地

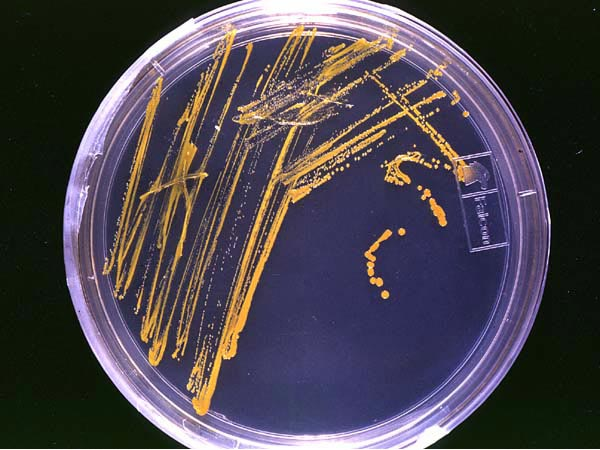
寒天培地上のコロニー

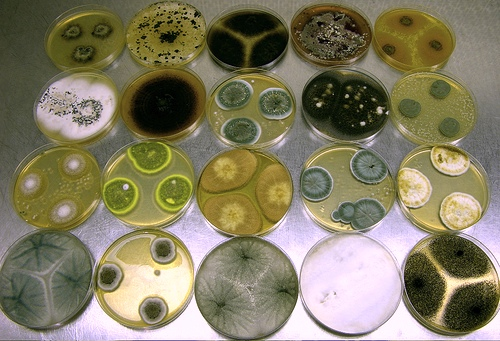
アオカビやコウジカビを含む様々な無菌培養された菌類

培地（ばいち、英語: medium）とは、微生物や生物組織の培養において、培養対象に生育環境を提供するものである。炭素源やビタミン、無機塩類など栄養素の供給源となる他、細胞の増殖に必要な足場や液相を与える物理的な要素もある。

## 概論
もともと近代科学における微生物の発見の一つは、欧州の食の基礎に位置するスープが腐った中に発生したものを観察したところに始まる。パスツールによる自然発生説の検討の中でも、肉汁、即ちスープのベースとなる出汁であるブイヨンが良く使われてきた。これが言わば培地の始まりである。肉汁のようなありふれた物に生育する微生物を培養する場合は、その物自体を培地とすれば良い。しかし、そうでない生物を培養するには、培地の成分を工夫する必要がある。一般に、自由生活性の生物は培養が比較的容易である。例えば藻類などは独立栄養生物であり光合成が可能なので、窒素源やビタミン、微量元素を中心とした希薄な培地で生育させる事ができる。それに対して、原虫など寄生性の生物は概して環境の変動に弱く、また生育に特定の生理活性物質を要求するものもあり、培地組成を含めた培養系全体の構築・維持が難しい。多細胞生物の組織の一部を培養（組織培養）する場合はさらに多くの成分を必要とし、細胞自体が外菌のコンタミネーションに対して非常に脆弱なので、培養には注意を払う必要がある。

## 培地の分類

### 合成培地と天然培地
合成培地（完全合成培地）
精製された化学薬品のみから調製可能な培地。組成が明確で培養の再現性が得やすい。
半合成培地
合成培地の機能を補う目的で、これに天然物を添加したもの。添加物としては酵母抽出物（yeast extract）や血清（serum）などが良く使われる。
天然培地
肉やジャガイモなど動植物の煮出し汁や、土壌や腐植質の抽出液といった天然物をそのまま、或いは寒天や少量の塩類等を加えて、ほぼそのままの組成で利用する培地。
半合成培地や天然培地の場合、成分は不明確である。培養条件を一定にするという意味では合成培地が望ましいが、そのためには培養対象の必須栄養素の要求性や、その他の生育特性を完全に明らかにしておかなければならない。従って、ある生物の培養系を確立する場合は、天然培地で培養法を模索しながら、段階的に半合成培地あるいは合成培地へと移行していくことになる。

### 液体培地と固体培地
水に栄養分が溶けた状態で培地として用いるものを液体培地、固形のものを用いるものを固体培地という。歴史的には肉汁など液体培地が先行した。しかし、液体培地の場合、目的外の微生物が混入しやすく、またそれらを取り分けることがとても困難である。これに対する回答が固体培地である。固体上であれば、多くの微生物は最初の細胞の周囲にコロニーを形成するため、それらを取り分けたり選別したりすることが容易となる。ただし下記のように液体培地には固体培地にはない利点もあり、現在も目的にあわせて両方が用いられている。
- 液体培地: 液状の培地。
  - 調製が容易で比較的安価。
  - 培地と生物との懸濁が容易で、高密度培養が可能。
  - 通気、攪拌、振盪などの撹乱を与えることが可能。
  - 回分培養、半回分培養、連続培養など柔軟な培養系の構築が可能。
  - コンタミネーションに弱い。一度混入したものは分離不可。混入したこと自体も分かりにくい。
  - 固体培地と比較して培養一世代の寿命は短い。
  - 足場依存性のある細胞や固着性の細胞を増やす場合、担体を沈めたりビーズを混ぜたりして表面積を稼ぐ必要がある。
- 固体培地: 液体培地を寒天などで固めたもの。
  - 足場依存性のある細胞を直接培養できる。
  - 生物が培地のリソースを食い潰しにくく、液体培地よりも長持ちする。
  - コンタミネーションが判別しやすい。コロニーの状況によっては、混入したものを分離することもできる。
  - 生物が直接アクセスできる培地量が限られるため、急速な培養には向かない。
  - 一般に、液体培地よりもコストが高い。

固体培地はロベルト・コッホが最初に考案した。彼は、蒸したジャガイモの切り口に点在する雑菌のコロニーを見てこれを思いついたと言われている。当初はゼラチンが良く使われていたが、後に寒天が主流となった（寒天培地）。また、もともと固体であるもの、例えばきのこ栽培のためのおが屑なども固体培地と考えることができる。
生物によっては、両者を組み合わせた二相培地が用いられることもある。また、同じ生物であっても用途によって培地の使い分けが必要となる場合がある。菌類の場合、陸生菌は溶液中でも菌糸成長するが、胞子は空気中でなければ形成されない場合が多く、固体培地が必要になる。逆に水生菌は寒天培地で培養できても、そのままでは胞子形成が見られないことが多く、そこで作られたコロニーを切り出して水中に投下すると胞子形成が見られる。

## 代表的な培地
- 細菌用培地
  - 肉汁培地
  - 肉汁ゼラチン培地
  - 硝酸塩培地
  - 牛乳培地
  - コーンミール培地
  - MR-VP培地
  - トマトジュース培地
  - TSI培地
  - SIM培地
  - グルコース-ブイヨン培地
  - YM培地
- 真菌用培地
  - オートミール培地
  - 麦芽汁寒天
  - 麦芽汁
  - 土壌エキス
  - PGY培地
  - Fowell酢酸塩培地（酵母胞子形成用培地）
  - V-8ジュース培地
  - 酵母エキス
  - 発酵試験培地
  - 酵母資化性培地
  - 酸生成培地
  - 高浸透圧培地
  - デンプン生成培地
  - アルブチン分解培地
- 藻類用培地
  - 淡水産藻類用
    - AF6培地
    - C培地
    - URO培地
    - VT培地

  - 海産藻類用
    - ESM培地
    - f/2培地
    - IMR培地
    - MNK培地
    - ダイゴ人工海水培地
- 遺伝研究用培地
  - 細菌用完全培地
  - Lennox培地（L培地）
  - LB培地
  - 大腸菌用最少培地（Davis培地）
  - 大腸菌用最少塩培地（MS）
  - トリス-グルコース培地（TG培地）
  - EMB糖指示培地
  - 枯草菌用最少培地（Spizizen 最少培地）
    - 無機塩類液
    - その他

  - 枯草菌用最少塩培地
  - 枯草菌形質転換用培地I
  - 枯草菌形質転換用培地II
  - 酵母用完全培地（YPAD）
  - 酵母用最少培地
  - アカパンカビ用完全培地
  - アカパンカビ用最少培地（Vogel 培地 N）
  - アカパンカビ交雑用最少培地
  - アスペルギルス用完全培地（ANA培地）
  - ツァペック-ドックス培地
- （動物の）組織培養用培地（クラシカル培地）
  - RPMI1640培地
  - D-MEM培地
  - Ham F-12培地
- （動物の）組織培養用培地（無血清培地）
- 植物用培地
  - MurashigeとSkoogの培地（MS培地）
  - B5培地
  - ハイポネックス培地